# Загадочная история Бенджамина Баттона (фильм)
«Зага́дочная исто́рия Бе́нджамина Ба́ттона» (англ. The Curious Case of Benjamin Button) — американская романтическая фэнтезийная драма 2008 года, седьмой полнометражный фильм режиссёра Дэвида Финчера, экранизированная Эриком Ротом и Робин Свайкорд по мотивам одноимённого рассказа Фрэнсиса Скотта Фицджеральда 1922 года. В фильме снялись Брэд Питт в роли мужчины, стареющего в обратном направлении, и Кейт Бланшетт в роли его возлюбленной на протяжении всей жизни. В фильме также снимались Тараджи П. Хенсон, Джулия Ормонд, Джейсон Флеминг, Элиас Котеас и Тильда Суинтон.
Продюсер Рэй Старк приобрёл права на экранизацию рассказа в середине 1980-х годов при поддержке Universal Pictures, но проекту не удалось сдвинуться с мёртвой точки, пока в 1990-х он не продал права продюсерам Кэтлин Кеннеди и Фрэнку Маршаллу. Хотя в 1990-х годах производство фильма перешло к Paramount Pictures, производство фильма началось только после того, как в 2005 году Финчер и Питт подписали контракт с остальным актёрским составом. Основные съёмки начались в ноябре 2006 года и завершились в сентябре 2007 года. Digital Domain работала над визуальными эффектами фильма, особенно над процессом трансформации персонажа Питта.
Фильм «Загадочная история Бенджамина Баттона» вышел в прокат в США и Канаде 25 декабря 2008 года и получила положительные отзывы, в которых высоко оценили режиссуру Финчера, игру Питта, качество производства и визуальные эффекты. Фильм имел кассовый успех, собрав 335,8 миллиона долларов по всему миру при бюджете в 150–167 миллионов долларов. Фильм получил 13 ведущих номинаций на премию «Оскар» на 81-й церемонии вручения премии «Оскар», включая «Лучший фильм», «Лучшая режиссура» (Финчер), «Лучшая мужская роль» (Питт) и «Лучшая женская роль второго плана» (Тараджи П. Хенсон), и выиграл три премии: «Лучшая работа художника-постановщика», «Лучший грим» и «Лучшие визуальные эффекты».

## Сюжет
В августе 2005 года Дейзи Фуллер находится на смертном одре в больнице Нового Орлеана. Она рассказывает своей дочери Кэролайн о слепом часовщике мистере Гато, нанятом сделать часы для железнодорожного вокзала в 1918 году. Они шли в обратном направлении и были сделаны в память о тех, кто потерял своих сыновей в Первой мировой войне, как и сам Гато. Затем Дейзи просит Кэролайн прочитать вслух дневник Бенджамина Баттона.
Вечером 11 ноября 1918 года рождается мальчик с внешностью и болезнями пожилого мужчины. Его мать, Кэролайн, умирает вскоре после родов, а отец, богатый фабрикант Томас Баттон, оставляет его на крыльце дома престарелых. Смотрительница Куини и повар мистер Уэзерс находят ребенка, и Куини воспитывает его как своего собственного, называя его Бенджамином. С годами Бенджамин физически сливается с пожилыми людьми, но имеет разум ребенка. Физически старея в обратном направлении, он пересаживается с инвалидной коляски на костыли и учится ходить.
В День благодарения 1930 года Бенджамин знакомится с семилетней Дейзи, бабушка которой живёт в доме престарелых, и они мгновенно находят общий язык. Позже он устраивается на работу на буксир «Челси» под командованием Майка Кларка. Томас знакомится с Бенджамином, но не раскрывает свою настоящую личность. Осенью 1936 года Бенджамин уезжает на работу в команду буксира и путешествует по миру. Он посылает открытки Дейзи, которую принимают в балетную труппу в Нью-Йорке.
В Мурманске в 1941 году Бенджамин влюбляется в Элизабет Эбботт, жену главного министра британской торговой миссии в Мурманске. Их роман в конце концов заканчивается, оставляя Бенджамина убитым горем. В 7 декабря того же года Соединённые Штаты вступают во Вторую мировую войну. Майк добровольно записывается на «Челси» для службы в ВМС США, и их отправляют на спасательную операцию. Они находят почти затонувший американский транспорт и тысячи погибших американских солдат. Виновница, немецкая подводная лодка, всплывает и стреляет в буксир. Капитан Майк таранит подлодку, и в результате взрыва обе лодки тонут. Большая часть экипажа погибает, за исключением Бенджамина и Рика Броди, которых в конце концов спасают.
В мае 1945 года Бенджамин возвращается в Новый Орлеан, воссоединяется с Куини и узнаёт о смерти Уэзерса. Он возобновляет отношения с Дейзи, которая пытается соблазнить его. Однако Бенджамин отказывается, и она уезжает. Бенджамин навещает неизлечимо больного Томаса и узнаёт подробности его рождения и семьи. Перед смертью Томас передаёт свою компанию по производству пуговиц и имение Бенджамину.
В 1947 году Бенджамин без предупреждения навещает Дейзи в Нью-Йорке, но уезжает, увидев, что она влюбилась в кого-то другого. В 1954 году танцевальная карьера Дэйзи заканчивается, когда она получает травму ноги в автокатастрофе в Париже. Когда Бенджамин навещает её, Дэйзи восхищается его внешностью, но, расстроенная полученными травмами, просит его не вмешиваться в её жизнь.
В 1962 году Дэйзи возвращается в Новый Орлеан и воссоединяется с Бенджамином. Теперь они примерно одного возраста, и влюбляются друг в друга. Куини умирает, и Бенджамин с Дэйзи начинают жить вместе. В 1967 году Дэйзи, открывшая балетную студию, объявляет о беременности. Весной 1968 года рождается их дочь Кэролайн. Полагая, что он не сможет быть полноценным отцом из-за обратного старения, Бенджамин продаёт своё имущество, оставляет деньги Дэйзи и Кэролайн и уезжает путешествовать один в 1970-е годы.
Бенджамин, физически молодой человек, возвращается к Дейзи в 1980 году. Теперь, снова выйдя замуж, Дейзи представляет его как друга семьи своему мужу Роберту и дочери Кэролайн. Позже она навещает его в его отеле, где они занимаются сексом и снова расстаются. В 1990 году с недавно овдовевшей Дейзи связываются социальные работники, которые находят Бенджамина, который теперь физически предподростковый. Он жил в снесенном здании, был доставлен в больницу в плохом физическом состоянии, и в его дневнике было её имя. У Бенджамина проявляются ранние признаки слабоумия, поэтому Дейзи переезжает в дом престарелых в 1997 году и заботится о Бенджамине до конца его жизни, пока он регрессирует в младенчество.
В 2002 году часы Гато заменяют исправно работающими современными цифровыми часами, а в 2003 году Бенджамин умирает на руках Дейзи, физически младенцем, но хронологически ему 85 лет. В 2005 году, рассказав, что Бенджамин — отец Кэролайн, Дейзи погибает. Ураган «Катрина» затапливает складское помещение, где хранились часы Гато, которые постоянно идут в обратном направлении.

## В ролях
| Актёр            | Роль             |
| ---------------- | ---------------- |
| Брэд Питт        | Бенджамин Баттон |
| Кейт Бланшетт    | Дэйзи            |
| Джулия Ормонд    | Кэролайн         |
| Джейсон Флеминг  | Томас Баттон     |
| Тараджи Хенсон   | Куини            |
| Джаред Харрис    | капитан Майк     |
| Махершала Али    | Тиззи            |
| Тильда Суинтон   | Элизабет Эббот   |
| Филлис Сомервиль | бабушка Фуллер   |
| Джош Стюарт      | Кёртис           |
| Эль Фэннинг      | Дэйзи в 7 лет    |
| Элиас Котеас     | мсьё Гато        |

## Производство

### Подготовка к съёмкам
Продюсер Рэй Старк купил права на экранизацию рассказа «Загадочная история Бенджамина Баттона» в середине 1980-х годов; студия Universal Pictures приобрела опцион на осуществление экранизации. Первоначально режиссёром должен был стать Фрэнк Оз, а главная роль была предложена актёру Мартину Шорту; но Оз не смог понять, как заставить историю работать. В 1991 году режиссёром фильма стал Стивен Спилберг с Томом Крузом в главной роли, но Спилберг оставил проект, чтобы снять «Парк юрского периода» и «Список Шиндлера». Старк в конце концов продал права продюсерам Кэтлин Кеннеди и Фрэнку Маршаллу, который снял фильм вместе с Paramount Pictures; Universal Pictures по-прежнему выступали в качестве партнёра по совместному производству.
К лету 1994 года к руководителю кинофестиваля Мэриленда Джеку Гермесу обратились с предложением снять фильм в Балтиморе. В октябре 1998 года сценарист Робин Свайкорд написал для режиссёра Рона Ховарда сценарий, в котором главного героя играет Джон Траволта. В мае 2000 года Paramount Pictures нанял сценариста Джима Тейлора, чтобы адаптировать сценарий из рассказа. Сценарист Чарли Кауфман также принял участие в написании сценария. В июне 2003 года директор Гэри Росс вступил в окончательные переговоры, чтобы возглавить новый проект, сценарий к которому написал Эрик Рот. В мае 2004 года режиссёр Дэвид Финчер вступил в переговоры, чтобы заменить Росса в качестве режиссёра фильма.

### Пробы
В мае 2005 года Брэд Питт и Кейт Бланшетт вступили в переговоры о том, чтобы сыграть главные роли в фильме, в сентябре 2006 в переговоры о получении ролей вступили также Тильда Суинтон, Джейсон Флеминг и Тараджи Хенсон. В октябре следующего года, до начала съёмок, Джулия Ормонд получила роль дочери Дэйзи, которой персонаж Бланшетт рассказывает историю своей любви к Бенджамину Баттону. С некоторыми коллегами по фильму Брэд Питт снимался в предыдущих проектах: с Ормонд — в «Легендах осени», с Флемингом — в «Большом куше», с Джаредом Харрисом — в «Двенадцать друзей Оушена», с Бланшетт — в «Вавилоне», с Суинтон — в фильме «После прочтения сжечь».

### Съёмки

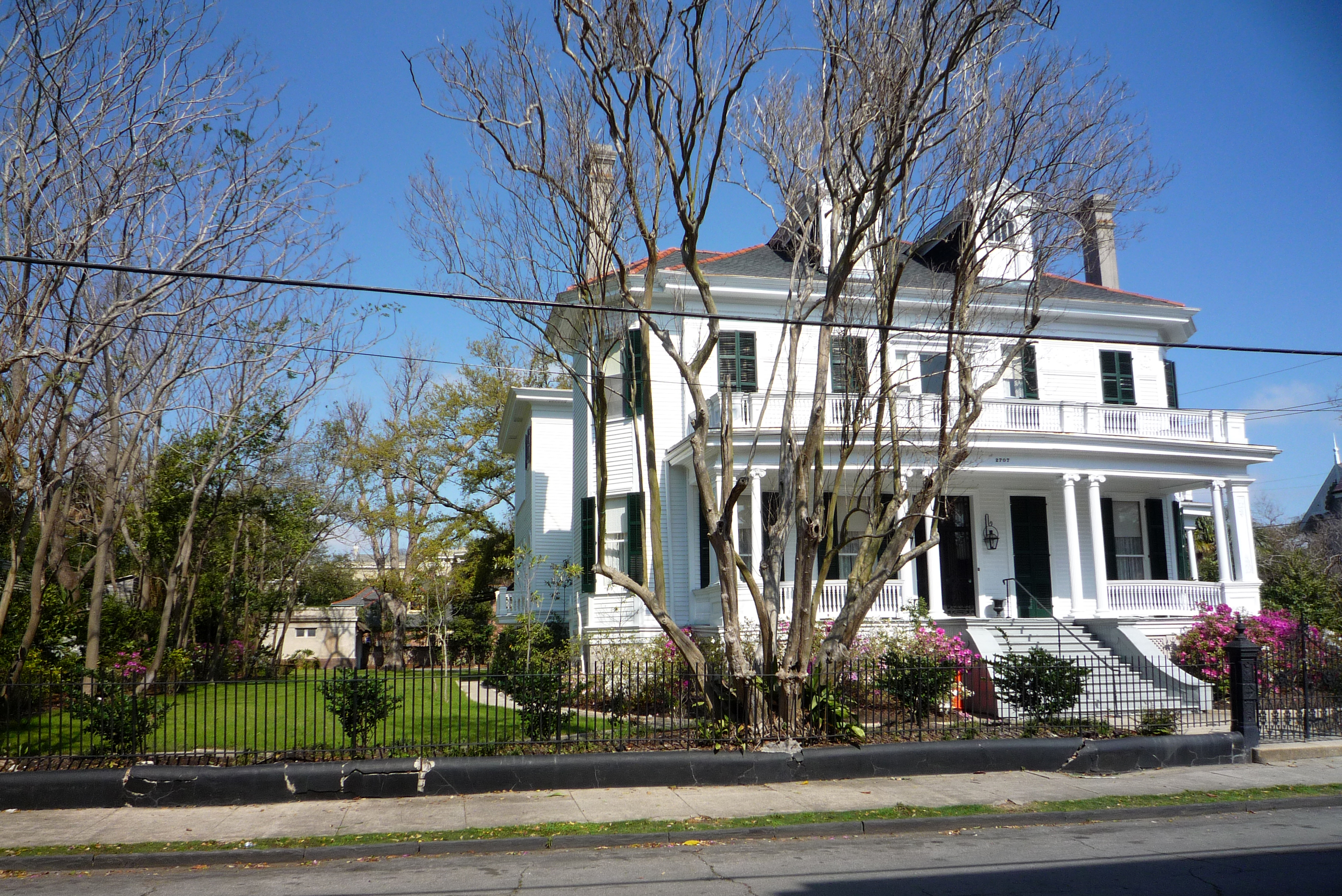
Некоторые съёмки проходили в районе Гарден-Дистрикт в Новом Орлеане, включая дом № 2707 по улице Coliseum Street

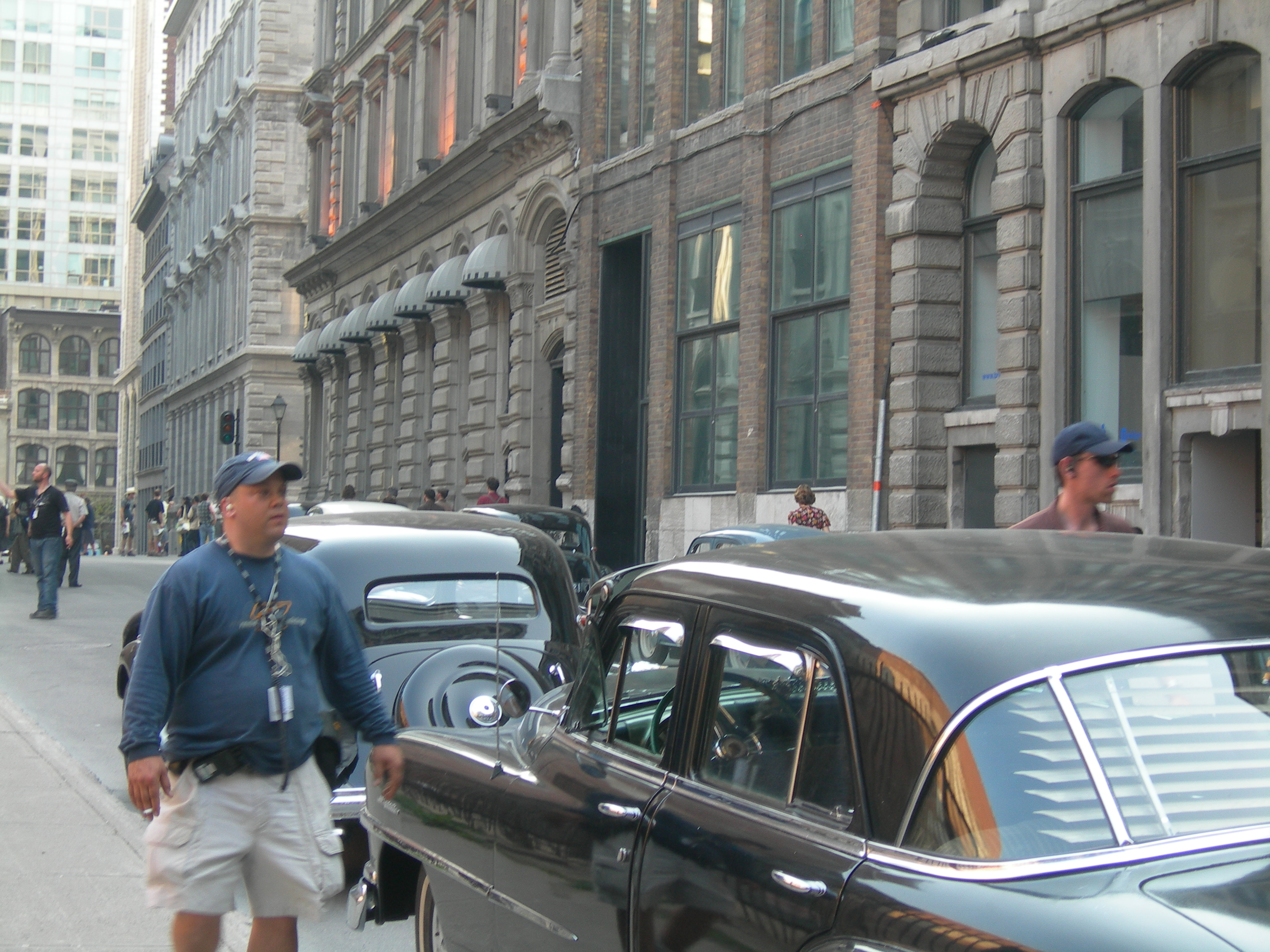
Сцены в Париже снимались в Старом Монреале

Новый Орлеан и его окрестности в штате Луизиана были выбраны местами для съёмок фильма. Съёмки начались в октябре 2006. Для съёмок в Луизиане были выделены 27 миллионов долларов из бюджета фильма, который составлял 167 миллионов долларов. Съёмки начались 6 ноября 2006 года в Новом Орлеане. В январе 2007 Кейт Бланшетт присоединилась к съёмкам. Финчер высоко оценил лёгкость доступа к сельским и городским декорациям в Новом Орлеане и сказал, что восстановление от урагана Катрина не является препятствием для съёмок.
В марте 2007 года производство на два месяца переместилось в Лос-Анджелес. Основные съёмки планировалось сделать за 150 дней. Остальное время Digital Domain использовало, чтобы создать, с помощью визуальных эффектов, метаморфозы персонажа Брэда Питта на этапе младенчества. Режиссёр использовал камеру, названную Mova Contour, разработанную Стивом Перлманом, чтобы показать данные деформации лица вживую.
Окружающая обстановка в фильме создана Matte World Digital, включая несколько кадров интерьера железнодорожного вокзала Нового Орлеана, чтобы показать архитектурные изменения и ухудшения в разные эпохи. Железнодорожная станция была построена в виде трёхмерной модели, были добавлены эффекты освещения и старения, используя программное обеспечение Next Limit’s Maxwell rendering software — инструмент архитектурной визуализации. Производство фильма было завершено в сентябре 2007 года.

## Саундтрек
Музыка к фильму была написана французским композитором Александром Деспла вместе с Hollywood Studio Symphony.
| №   | Название                                        | Длительность |
| --- | ----------------------------------------------- | ------------ |
| 1.  | «Postcards»                                     | 2:53         |
| 2.  | «Mr. Gateau»                                    | 3:05         |
| 3.  | «Meeting Daisy»                                 | 1:23         |
| 4.  | «A New Life»                                    | 3:42         |
| 5.  | «Love in Murmansk»                              | 3:55         |
| 6.  | «Meeting Again»                                 | 2:43         |
| 7.  | «Mr. Button»                                    | 2:09         |
| 8.  | «Little Man Oti»                                | 2:06         |
| 9.  | «Alone at Night»                                | 2:36         |
| 10. | «It Was Nice to Have Met You»                   | 1:46         |
| 11. | «Children's Games»                              | 4:12         |
| 12. | «Submarine Attack»                              | 2:43         |
| 13. | «The Hummingbird»                               | 2:37         |
| 14. | «Sunrise on Lake Pontchartrain»                 | 3:37         |
| 15. | «Daisy's Ballet Career»                         | 2:06         |
| 16. | «The Accident»                                  | 2:41         |
| 17. | «Stay Out of My Life»                           | 1:47         |
| 18. | «Nothing Lasts»                                 | 2:58         |
| 19. | «Some Things You Never Forget»                  | 1:39         |
| 20. | «Growing Younger»                               | 2:17         |
| 21. | «Dying Away»                                    | 3:03         |
| 22. | «Love Returns»                                  | 1:46         |
| 23. | «Benjamin and Daisy»                            | 2:32         |
| 24. | «My Name Is Benjamin»                           | 0:21         |
| 25. | «We Shall Walk Through the Streets of the City» | 2:57         |
| 26. | «Some Days I Feel Different»                    | 0:18         |
| 27. | «Ostrich Walk (feat. Bixby Beiderbercke)»       | 3:06         |
| 28. | «How Old Are You?»                              | 0:13         |
| 29. | «That's How Rhythm Was Born»                    | 2:54         |
| 30. | «When Was the Last Time You Had a Woman?»       | 0:14         |
| 31. | «Freight Train Blues»                           | 5:36         |
| 32. | «Basin Street Blues»                            | 7:35         |
| 33. | «Thanksgiving, 1930»                            | 0:08         |
| 34. | «If I Could Be with You (One Hour Tonight)»     | 3:36         |
| 35. | «What's Your Secret?»                           | 0:25         |
| 36. | «Chanson Sur Staline»                           | 3:08         |
| 37. | «Arabeske for Piano in C Major Op. 18»          | 3:19         |
| 38. | «Coming Home»                                   | 0:12         |
| 39. | «Out of Nowhere»                                | 3:01         |
| 40. | «Dear Old Southland»                            | 3:17         |
| 41. | «Defined by Opportunities»                      | 0:05         |
| 42. | «Skokiaan»                                      | 2:39         |
| 43. | «Things Were Becoming Different for Me»         | 0:17         |
| 44. | «My Prayer»                                     | 2:46         |
| 45. | «Bethena (A Concert Waltz)»                     | 5:44         |

## Релиз
- Изначально релиз фильма «Загадочная история Бенджамина Баттона» был назначен на май 2008 года, но позже дату премьеры перенесли на 26 ноября 2008 года[24].
- Несмотря на это, премьерный показ фильма состоялся в США 25 декабря 2008, в Мексике — 16 января 2009, в Англии — 6 февраля 2009[25].
- Права на прокат фильма в итоге принадлежат студиям Paramount Pictures (Северная Америка) и Warner Bros. (все остальные страны) — точно такая же паритетная схема была использована при дистрибуции иной кинокартины Дэвида Финчера — «Зодиак» (2007), а также фильма «Пятница, 13-е».

### Кассовые сборы
В день открытия фильм занял второе место после «Марли и я» в Северной Америке с 11 871 831 долларом в 2988 кинотеатрах при средней цене 3973 доллара. Однако в первые выходные фильм опустился на третью позицию после «Марли и я» и «Сказки на ночь» с 26 853 816 долларов в 2988 кинотеатрах при средней цене 8 987 долларов. Фильм собрал 127,5 миллиона долларов на внутреннем рынке и 208,3 миллиона долларов на зарубежных рынках, при этом общая валовая прибыль составила 335,8 миллиона долларов.

### Цифровые носители
Фильм был выпущен на DVD 5 мая 2009 года компанией Paramount, а также на Blu-ray и двухдисковом DVD компанией The Criterion Collection. Релиз Criterion включает более трех часов специальных материалов и документальный фильм о создании фильма.
По состоянию на 1 ноября 2009 года было продано 2 515 722 DVD-копии фильма, а выручка от продаж составила 41 196 515 долларов.

## Номинации и награды

### Награды
- 2009 — премия «Оскар»
  - Лучшая работа художников-постановщиков — Дональд Грэм Бёрт, Виктор Дзолфо
  - Лучшая работа гримёров — Грег Кэнном
  - Лучшие спецэффекты — Эрик Барба, Стив Приг, Бёрт Долтон, Крэйг Бэррон
- 2009 — премия «Сатурн»
  - Лучший фильм в жанре фэнтези
  - Лучшая работа гримёров — Грег Кэнном
  - Лучшая актриса второго плана — Тильда Суинтон
- 2009 — премия BAFTA
  - Лучший грим и волосы — Джин Энн Блэк, Коллин Кэллаган
  - Лучшая работа художников-постановщиков — Дональд Грэм Бёрт, Виктор Дзолфо
  - Лучшие спецэффекты — Эрик Барба, Стив Приг, Бёрт Долтон, Крэйг Бэррон
- 2008 — премия Национального совета кинокритиков США
  - Лучший режиссёр — Дэвид Финчер
  - Лучший адаптированный сценарий — Эрик Рот

### Номинации
- 2009 — премия «Оскар»
  - Лучшая операторская работа — Клаудио Миранда
  - Лучший дизайн костюмов — Жаклин Уэст
  - Лучший монтаж — Кирк Бакстер, Энгус Уолл
  - Лучшая режиссура — Дэвид Финчер
  - Лучший оригинальный саундтрек — Александр Деспла
  - Лучший звук — Дэвид Паркер, Майкл Семаник, Рен Клайс, Марк Уайнгартер
  - Лучший фильм года — Кэтлин Кеннеди, Фрэнк Маршалл, Син Чэффин
  - Лучшая мужская роль — Брэд Питт
  - Лучшая женская роль второго плана — Тараджи Хенсон
  - Лучший сценарий, основанный на ранее опубликованном материале — Эрик Рот, Робин Свайкорд
- 2009 — премия «Сатурн»
  - Лучший актёр — Брэд Питт
  - Лучшая актриса — Кейт Бланшетт
  - Лучший режиссёр — Дэвид Финчер
  - Лучшая музыка — Александр Деспла
  - Лучшие спецэффекты — Эрик Барба, Стив Приг, Бёрт Долтон, Крэйг Бэррон
  - Лучший сценарий — Эрик Рот
- 2009 — премия BAFTA
  - Лучшая операторская работа — Клаудио Миранда
  - Лучший дизайн костюмов — Жаклин Уэст
  - Лучший монтаж — Кирк Бакстер, Энгус Уолл
  - Лучший режиссёр — Дэвид Финчер
  - Лучший фильм — Кэтлин Кеннеди, Фрэнк Маршалл, Син Чэффин
  - Лучший актёр — Брэд Питт
  - Лучшая музыка — Александр Деспла
  - Лучший адаптированый сценарий — Эрик Рот
- 2009 — премия «Золотой глобус»
  - Лучший режиссёр — Дэвид Финчер
  - Лучший фильм (драма)
  - Лучший оригинальный саундтрек — Александр Деспла
  - Лучшая мужская роль (драма) — Брэд Питт
  - Лучший сценарий — Эрик Рот, Робин Свайкорд
- 2009 — премия «MTV Movie Awards»
  - Лучшая женская роль — Тараджи Хенсон

## Отзывы и оценки
По данным агрегатора Rotten Tomatoes, 71% критиков дали фильму положительные отзывы, на основе 258 рецензий со средней оценкой 7,10 из 10. Консенсус гласит: ««Загадочная история Бенджамина Баттона» — это эпическая фантастическая история с богатым повествованием, подкрепленная фантастическим исполнением». На Metacritic фильм получил средневзвешенную оценку 70 из 100 на основе 37 обзоров. Yahoo! Movies сообщило, что фильм получил средний балл B+ от критического консенсуса на основе 12 обзоров. Зрители, опрошенные CinemaScore, поставили фильму оценку A − по шкале от A до F.
Тодд Маккарти из журнала Variety дал фильму положительную рецензию, назвав его «очень приятной порцией глубокого голливудского повествования». Питер Хауэлл из «Торонто Стар» сказал: «Говорят, что неизученная жизнь не стоит того, чтобы жить. «Загадочная история Бенджамина Баттона» предлагает дополнение: жизнь, прожитая задом наперёд, может быть гораздо более полезной» и описывает фильм как «магический и трогательный рассказ о человеке, проживающем свою жизнь в обратном направлении» и «кинопроизводстве в лучшем виде». Род Йейтс из Empire присвоил ему пять звезд из пяти возможных. Кирк Ханикатт из The Hollywood Reporter считает, что фильм «великолепно снят и блестяще сыгран Брэдом Питтом в его самом впечатляющем выступлении на сегодняшний день». Ханикатт похвалил Финчера за постановку фильма и отметил, что «кинематография чудесным образом сочетает в себе палитру приглушенных землистых цветов с необходимой компьютерной графикой и другими визуальными эффектами, которые переносят человека в волшебное прошлое». Ханикатт заявляет, что суть Бенджамина Баттона в том, что это «интимный эпос о любви и утрате, который является чистым кино».
А. О. Скотт из «Нью-Йорк Таймс» заявляет: «Загадочная история Бенджамина Баттона, продолжающаяся более двух с половиной часов, вздыхает от тоски и кипит от интриг, исследуя философские загадки и эмоциональные парадоксы состояния своего главного героя в духе, который должен больше Хорхе Луису Борхесу, чем Фицджеральду». Скотт похвалил Финчера и написал: «Основываясь на достижениях таких пионеров, как Стивен Спилберг, Питер Джексон и Роберт Земекис, г-н Финчер добавил деликатности и изящества в цифровое кинопроизводство», и далее заявляет: «Хотя он стоит на плечах прорывов, подобно «Особому мнению», «Властелину колец» и «Форресту Гампу», Бенджамин Баттон может быть самым ослепительным из подобных гибридов именно потому, что он самый тонкий». Он также заявил: «В то же время, как и любая другая любовь, как и любой фильм, она омрачена разочарованием и обречена на конец».
С другой стороны, Энн Хорнадей из The Washington Post заявляет: «Нельзя отрицать явные амбиции и техническое мастерство «Загадочной истории Бенджамина Баттона». Что менее ясно, так это то, что он полностью зарабатывает свое собственное раздутое чувство собственной важности», и далее говорит: «Он играет слишком осторожно, когда должен позволить развеваться своему уродливому флагу». Кимберли Джонс из The Austin Chronicle раскритиковала фильм и заявила: «Финчер продает нам скуластых кинозвезд, резвящихся в простынях, и называет это большой любовью. Я ни на секунду не купилась на это». Роджер Эберт из Chicago Sun-Times дал фильму две с половиной звезды из четырех, заявив, что это «великолепно снятый фильм, основанный на глубоко ошибочной предпосылке… предпосылка фильма обесценивает любые отношения, делает бесполезной любую дружбу или романтику, и плюет не в лицо судьбе, а назад, в пасть времени».
Питер Брэдшоу в The Guardian назвал фильм «166 минут сладкой скуки», поставив ему одну звезду из пяти. Космо Ландесман из The Sunday Times дал фильму две звезды из пяти, написав: «Идея фильма не имеет смысла. Это уловка, которая длится почти три часа ... «Загадочная история Бенджамина Баттона» - это успокаивающий голливудский фильм, который предлагает безопасный и очищенный взгляд на жизнь и смерть». Джеймс Кристофер в The Times назвал это «утомительным марафоном дыма и зеркал. С точки зрения основных требований драмы с тремя барабанами, фильму не хватает содержания, достоверности, достойного сценария и персонажей, которые вам действительно могут быть интересны». Дерек Малкольм из лондонской Evening Standard считает, что «никогда и ни в какой момент вы не чувствуете, что в этом есть что-то большее, чем очень странная история, которую ведет режиссер, который знает, что он делает, но не всегда знает, почему он это делает».